# All Wet
All Wet er en amerikansk stumfilm fra 1924 af Leo McCarey.

## Medvirkende
- Charley Chase som Jimmie Jump
- William Gillespie
- Martin Wolfkeil
- Jack Gavin
- Gale Henry
- Janet Gaynor
- Martha Sleeper
- Olive Borden